# Hyacinthe de Bougainville
Hyacinthe Yves Philippe Potentien Bougainville (26 dicembre 1781 – 18 ottobre 1846) è stato un navigatore francese.

## Biografia
Era figlio di Louis-Antoine de Bougainville. Divenne contrammiraglio il 1 maggio 1838.
Hyacinthe de Bougainville compì il giro del mondo dal 1824 al 1826 a bordo della Thétis e la Espérance, viaggio descritto nella sua opera Journal de la Navigation Autour Du Globe de la Frégate Thétis et de la Corvette L'Espérance del 1837.

## Opere
- (FR) Journal de la Navigation Autour Du Globe de la Frégate Thétis et de la Corvette L'Espérance, Parigi, 1837.